# Islandia na Letnich Igrzyskach Olimpijskich 2020
Islandię na Letnich Igrzyskach Olimpijskich 2020 w Tokio reprezentowało czworo sportowców.

## Reprezentanci

### Lekkoatletyka
| Zawodnik             | Konkurencja      | Kwalifikacje | Kwalifikacje | Finał | Finał   | Źródło |
| Zawodnik             | Konkurencja      | Wynik        | Miejsce      | Wynik | Miejsce | Źródło |
| -------------------- | ---------------- | ------------ | ------------ | ----- | ------- | ------ |
| Guðni Valur Guðnason | rzut dyskiem (m) | NM           | -            | NQ    | NQ      | [ 1 ]  |

### Pływanie
| Zawodnik                 | Konkurencja          | Eliminacje | Eliminacje | Półfinał | Półfinał | Finał | Finał   | Źródło             |
| Zawodnik                 | Konkurencja          | Czas       | Miejsce    | Czas     | Miejsce  | Czas  | Miejsce | Źródło             |
| ------------------------ | -------------------- | ---------- | ---------- | -------- | -------- | ----- | ------- | ------------------ |
| Anton McKee              | 200 m klasycznym (m) | 2:11,64    | 24.        | NQ       | NQ       | NQ    | NQ      | [ 2 ] [ 3 ] [ 4 ]  |
| Snæfríður Jórunnardóttir | 100 m dowolnym (k)   | 56,15      | 34.        | NQ       | NQ       | NQ    | NQ      | [ 5 ] [ 6 ] [ 7 ]  |
| Snæfríður Jórunnardóttir | 200 m dowolnym (k)   | 2:00,20    | 22.        | NQ       | NQ       | NQ    | NQ      | [ 8 ] [ 9 ] [ 10 ] |

### Strzelectwo
| Zawodnik             | Konkurencja               | Kwalifikacje | Kwalifikacje | Finał | Finał   | Źródło        |
| Zawodnik             | Konkurencja               | Wynik        | Pozycja      | Wynik | Pozycja | Źródło        |
| -------------------- | ------------------------- | ------------ | ------------ | ----- | ------- | ------------- |
| Ásgeir Sigurgeirsson | pistolet pneumatyczny (m) | 570-13x      | 28.          | NQ    | NQ      | [ 11 ] [ 12 ] |